# 卡韦迪内
卡韦迪内（義大利語：Cavedine），是意大利特伦托自治省的一个市镇。总面积38平方公里，人口2946人，人口密度77.5人/平方公里（2009年）。ISTAT代码为022053。

## 友好城市
- 德国埃戈尔斯海姆 1979年